# Semiothisa sanfordi
Semiothisa sanfordi är en fjärilsart som beskrevs av Frederick H. Rindge 1958. Semiothisa sanfordi ingår i släktet Semiothisa och familjen mätare. Inga underarter finns listade i Catalogue of Life.